# Skirnismál
Skirnismál eller Skirners færd er et af digtene i den ældre Edda. Det er bevaret i manuskripterne Codex Regius og AM 748 I 4to fra 1200-tallet, men kan være nedskrevet langt tidligere. Mange forskere mener, at digtet blev fremført som skuespil, muligvis som en type hiéros gamos. Det er en del af fortællingen om Frejs elskov.
Digtet er en af de vigtigste kilder til vores viden om Frej, og det er også grundlag for hele den genealogi, Snorre bygger Ynglingatal på.

## Handling
Digtet fortæller om guden Frej, der fra Odins trone Lidskjalv skuer ud over hele verden og her får øje på jættekvinden Gerd, som han forelsker sig i. Han beder sin tjener Skirner om at rejse til Udgård på sine vegne for at fri til Gerd. Han giver Skirner sit sværd og en magisk hest. Hesten bliver ikke nævnt ved navn, men det er sandsynligvis Blodighov (Blóðughófi). Skirner tager til Jotunheim og ankommer hos Gymer og Ørboda, der er Gerds forældre. Først forsøger han at købe Gerd med gaver også Frejs sværd, men hun siger pænt nej tak. Først da han truer hende med sejd og gand, tvinges Gerd til at aftale at mødes med Frej ni nætter senere i Barrelunden.
Verseformen i digtet er ljóðaháttr med overgang til galdralag i den del, hvor Skirner truer Gerd:
Rimgrimne hedder trolden
som skal dig nå
nedenfor Någrinder. [nå = et lig; grind = port]
På en trærod dér
skal hans træller
give dig gedepis.
Ædlere drik
skal du aldrig få,
pige, med din vilje,
pige, med min vilje.

## Genbrug af kvadet

### Oehlenschläger
Til Nordens Guder fra 1819 skrev Adam Oehlenschläger det episke digt Frejers Elskov med denne beskrivelse af jættekvinden Gerd:
Med Armen over Panden så skiødesløst hun lå.
Om hvide Fingre snoede sig sorte Lokker små.
Den spæde Hånd begraved sig i det mørke Hår,
som når et Lam i Busken bag Løvene står.

### Welhaven
I kontrast til Oehlenschlägers idylliske fremstilling af forbindelsen mellem Frej og Gerd, tolker Welhaven deres forhold som en ægteskabelig katastrofe. Han har omdøbt Gerd til "Gerde", og mener, hun kostede Frej dyrt, da han gav Skirner sit sværd for at tale hans sag hos hende:
Thi vanesønnen fatted
ved Gerdes kolde barm
at intet ham erstatted
hans værgeløse arm.
Under ragnarok har Frej derfor kun et hjortehorn at forsvare sig med, da Gerds bror Bele angriber ham, og han bliver dræbt af ildjætten Surt, netop fordi han er uden sit sværd. Hvor Eddakvadene lægger hovedvægt på Skirners færd til Jotunheimen og hans samtale med Gerd, lægger Welhaven hovedvægten på Frejs følelser for hende. Og mens kvadene intet siger om hvordan ægteskabet forløb for parterne, skriver Welhaven:
Den vise oldtids-sanger
har ikke villet dølge,
at her var harm og anger
i fryds og elskovs følge.
Denne tolkning af kvadene er der bestemt ingen dækning for, men er et rent påfund af Welhaven.